# Castroville (Teksas)
Castroville – miasto w Stanach Zjednoczonych, w stanie Teksas, w hrabstwie Medina.